# Paulina Chiziane
Paulina Chiziane, née le 4 juin 1955 à Manjacaze dans la province de Gaza au Mozambique, est une écrivaine mozambicaine.

## Biographie
Paulina Chiziane, issue d'une famille protestante bilingue chopi et ronga, grandit dans les banlieues de Maputo, alors appelée « Lourenço Marques ». Elle apprend le portugais dans une école de missionnaires catholiques, avant de commencer des études, inabouties, de linguistique à l'université Eduardo Mondlane. Dès l'âge de 18 ans, elle adhère au militantisme révolutionnaire et prend une part active aux enjeux politiques du Mozambique en tant que membre du Front de libération du Mozambique (Frelimo), qui remporte les premières élections multipartites en 1994.
Cependant elle abandonne la vie politique pour se consacrer à l'écriture et la publication de ses œuvres. En effet, elle ne partage plus les choix du parti, surtout pour ce qui est de la politique vis-à-vis de l'Occident et des ambivalences idéologiques internes au niveau de la vision de la monogamie et de la polygamie, ainsi que des positions d'économie politique marxistes-léninistes, notamment l'hypocrisie relative à la liberté économique de la femme. Son activité littéraire commence en 1984, avec des histoires publiées dans la presse écrite mozambicaine. Elle est la première femme mozambicaine  à publier, en 1990, un roman : Balada de Amor ao Vento (Ballade d'Amour au Vent).
Elle vit et travaille actuellement dans la province de Zambézie.
En 2021, Chiziane reçoit le Prix Camões, la plus importante distinction littéraire du monde lusophone. Elle est la première autrice africaine à gagner ce prix. Selon la ministre portugaise de la Culture, Graça Fonseca, le choix de l'écrivaine mozambicaine est fait à l'unanimité.

## Œuvres
- Balada de Amor ao Vento (Ballade d'Amour au Vent):
  - première édition, 1990.
  - Lisbonne, Caminho, 2003.  (ISBN 978-972-21-1557-5).
- Ventos do Apocalipse (Vents de l'Apocalypse):
  - Maputo, 1993.
  - Lisbonne, Caminho, 1999.  (ISBN 978-972-21-1262-8).
- O Sétimo Juramento (Le Septième Serment). Lisbonne, Caminho, 2000.  (ISBN 978-972-21-1329-8).
- Niketche: Uma História de Poligamia (Le Parlement conjugal : Une histoire de polygamie):
  - Lisbonne, Caminho, 2002.  (ISBN 978-972-21-1476-9).
  - Actes Sud, Arles, 2006, traduction de Sébastien Roy.
  - Maputo, Ndjira, 2009, sixième édition,  (ISBN 978-90-247-9628-1).
- O Alegre Canto da Perdiz (Le Chant Joyeux de la Perdrix). Lisbonne, Caminho, 2008.  (ISBN 978-972-21-1976-4).
- Na mão de Deus,2013.
- Por Quem Vibram os Tambores do Além, 2013, com Rasta Pita
- Ngoma Yethu: O curandeiro e o Novo Testamento, 2015.
- O Canto dos Escravizados, 2017.

## Distinctions
- Prix José Craveirinha de littérature en 2003, pour Niketche: Uma História de Poligamia (Le Parlement conjugal : Une histoire de polygamie[5])
- Grand officier de l'ordre de l'Infant Dom Henri en 2014[6].
- Prix Camões en 2021[7]

## Sources
- (pt) Cet article est partiellement ou en totalité issu de l’article de Wikipédia en portugais intitulé « Paulina Chiziane » (voir la liste des auteurs).